# Benedetto Oliva
Benedetto Oliva (L'Aquila, ... – Roma, 13 gennaio 1576) è stato un vescovo cattolico italiano.

## Biografia
Nato all'Aquila da famiglia nobile, fratello di Alfonso, fu arcidiacono del duomo cittadino e vicario generale durante l'episcopato di Bernardo Sancio, che molto poco risiedette nella diocesi; alla morte di questi, nel 1552, diventò vicario capitolare fino alla nomina del suo successore, Álvaro de la Quadra, avvenuta nel 1553. Il 2 settembre 1575 fu nominato vescovo di Trevico da papa Gregorio XIII, incarico che ricoprì fino alla morte, avvenuta l'anno seguente a Roma, dove fu sepolto nella basilica di Santa Maria in Aracoeli.